# John Glover (Maler)

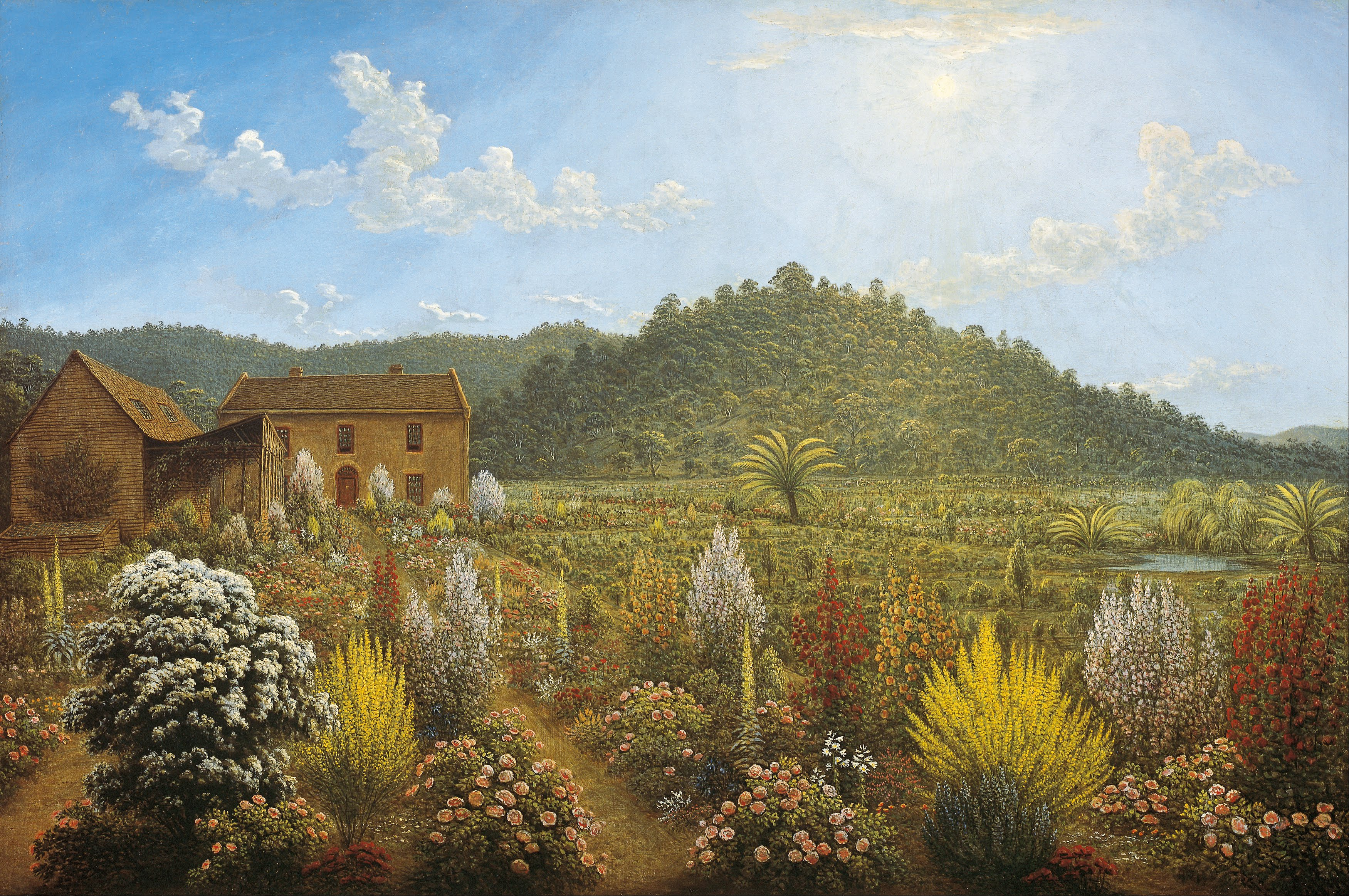
Ansicht von Haus und Garten des Künstlers in Mills Plains, Van Diemen's Land, 1835. Art Gallery of South Australia, Adelaide.

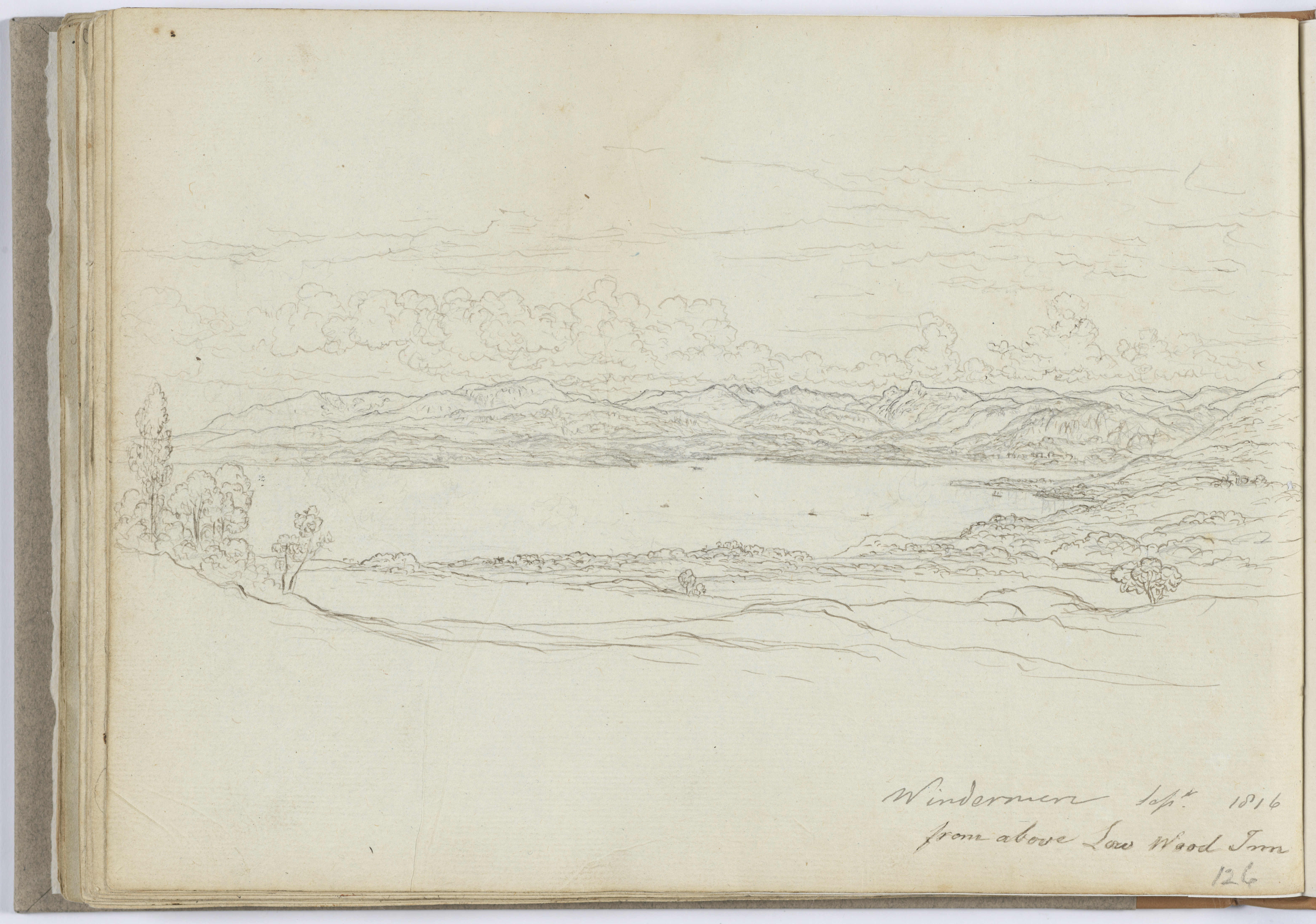
Windermere September 1816, von oberhalb des Low Wood Inn, England, 1816. Bleistiftskizze von John Glover, Mitchell Library, State Library of New South Wales.

John Glover (* 18. Februar 1767 in Houghton on the Hill, Leicestershire; † 9. Dezember 1849 in Patterdale, Tasmanien) war ein in England geborener Landschaftsmaler. 1831 wanderte er nach Van-Diemens-Land (heute Tasmanien) aus und wurde in der frühen Kolonialzeit Viehzüchter. Er wurde als „Vater der australischen Landschaftsmalerei“ bezeichnet.

## Leben

### Jugend
John Glover wurde 1767 in Houghton on the Hill in der Nähe von Leicester als jüngster Sohn des Bauern William Glover und seiner Frau Ann geboren. Schon als Jugendlicher interessierte sich Glover für die Natur und zeichnete Vögel. Seine Fähigkeiten in Kalligrafie führten dazu, dass er um 1787 Schreibmeister an der Free School in Appleby wurde, wo er auch mit der Öl- und Aquarellmalerei begann. In dieser Zeit heiratete er eine neun Jahre ältere Frau und begann, regelmäßig nach London zu reisen, um bei William Payne und möglicherweise auch bei John Warwick Smith Zeichen- und Malunterricht zu nehmen.

### England

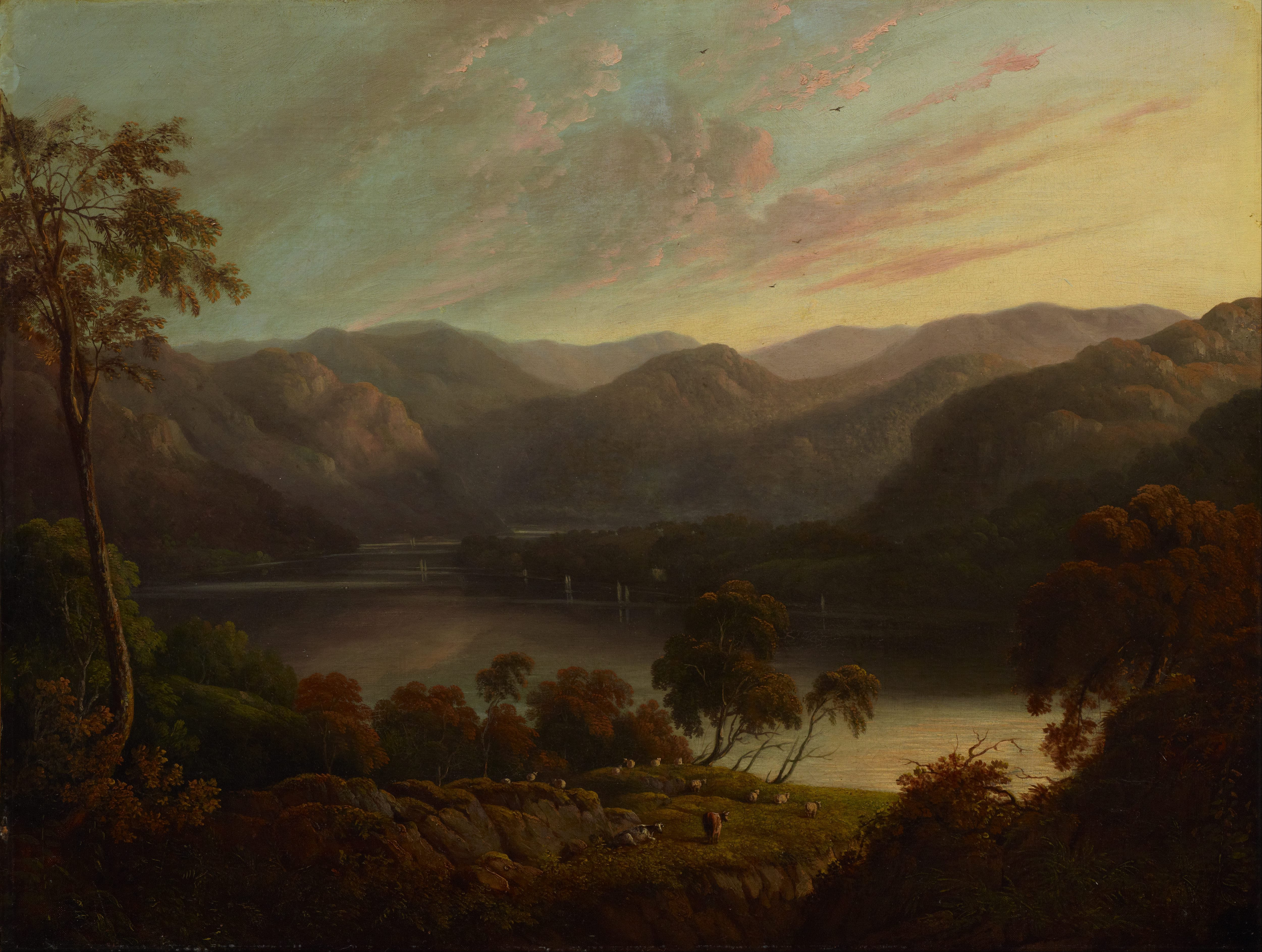
Cumberland, etwa 1820. Art Gallery of New South Wales in Sydney

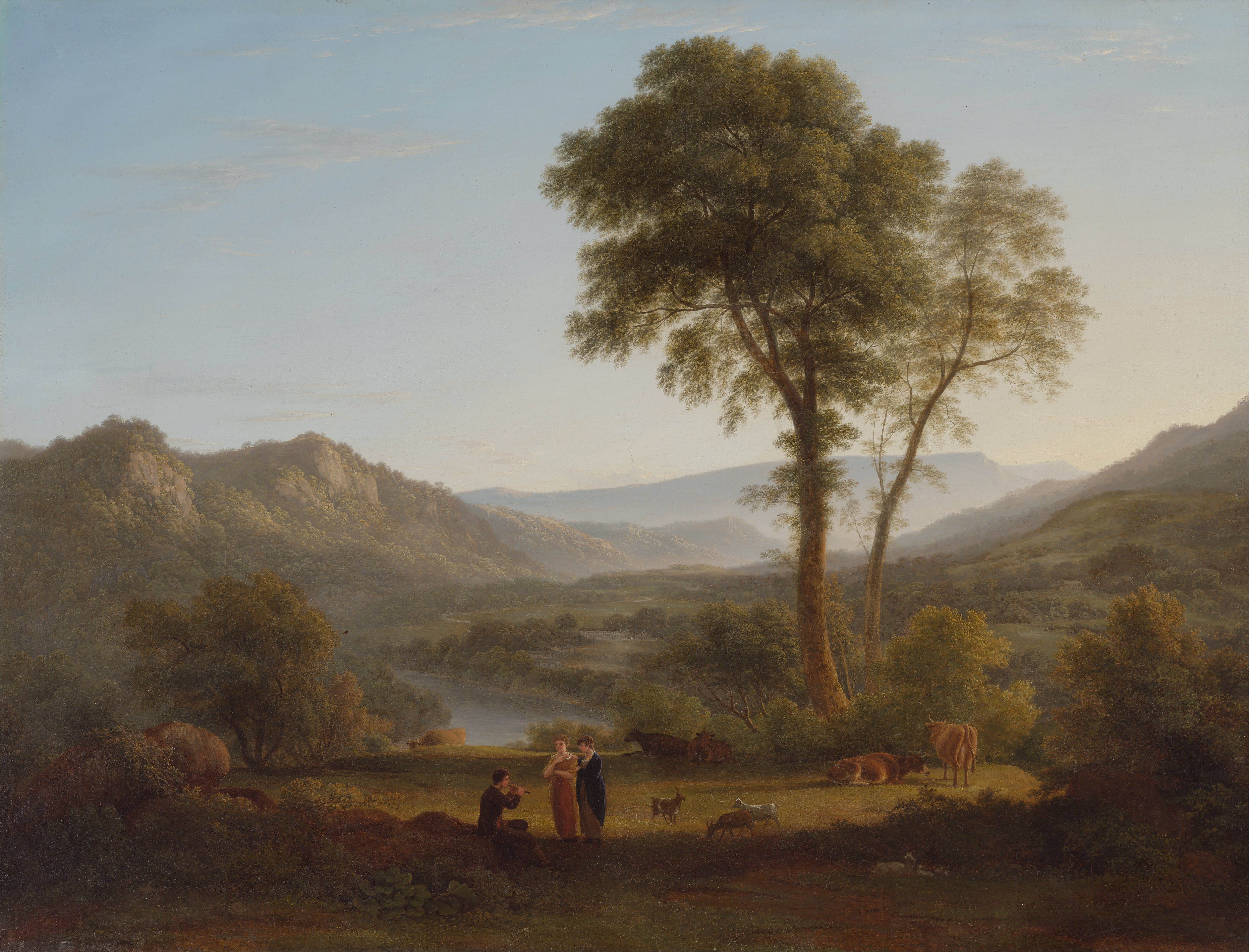
At Matlock - mist rising, 1814. National Gallery of Australia, Canberra.

1794 zog John Glover nach Lichfield, wo er als Zeichenlehrer arbeitete und zahlreiche Skizzenreisen in malerische Gegenden unternahm. Zwischen 1795 und 1804 stellte er Ansichten von Cumberland, Derbyshire, Leicestershire, Wales und Schottland in der Royal Academy aus. Da Aquarelle in der Akademie nicht gern gesehen waren, wurde John Glover 1804 Gründungsmitglied der Society of Painters in Water-Colours. Diese Gesellschaft trug wesentlich zur Popularität der Aquarellmalerei bei und ermöglichte es Glover, mit seiner Familie nach London zu ziehen, wo er erfolgreich Malunterricht gab und weiterhin auf der Suche nach malerischen Landschaften reiste. 1807 wurde er Präsident der Water Colour Society, widmete sich aber zunehmend der Ölmalerei. 1812 teilte sich die Gesellschaft und Glover wurde Mitglied der neu gegründeten Society of Painters in Oils and Water-Colours.

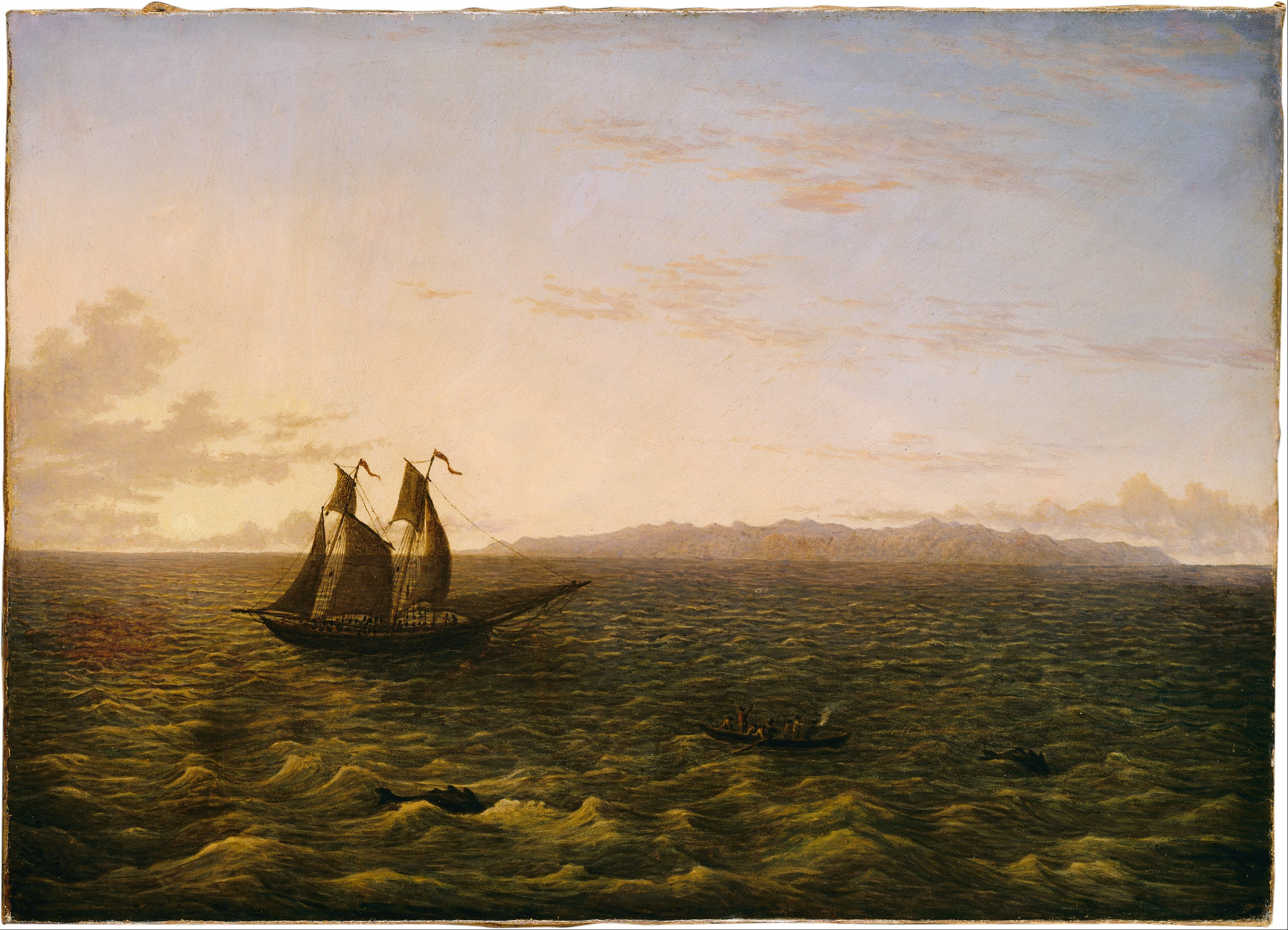
Madeira, zwischen 1831 und 1839. National Gallery of Australia, Canberra.

Ab 1810 stellte John Glover seine Ölgemälde regelmäßig in der British Institution aus. Nach dem Sturz Napoleons reiste er nach Paris und stellte 1814 im Pariser Salon ein großes Gemälde aus, das das Interesse von König Ludwig XVIII. geweckt haben soll. Die wirtschaftlichen Schwierigkeiten nach dem Ende der Kriege führten jedoch zu einem Rückgang der Nachfrage nach Aquarellen. Um 1817 verließ Glover London und ließ sich für zwei Jahre im Lake District nieder, bevor er 1818 nach Italien reiste. 1820 eröffnete er eine ständige Ausstellung in der Old Bond Street in London, in der auch Werke seines Sohnes William und seines Schülers Edward Price gezeigt wurden. 1823 wird John Glover Gründungsmitglied der Society of British Artists, mit der er bis 1830 regelmäßig ausstellt. John Glover, der als „englischer Claude“ bekannt werden wollte, zeigte in seinen frühen Werken Einflüsse von Claude Lorrain, Gaspard Poussin und Salvator Rosa.

### Australien

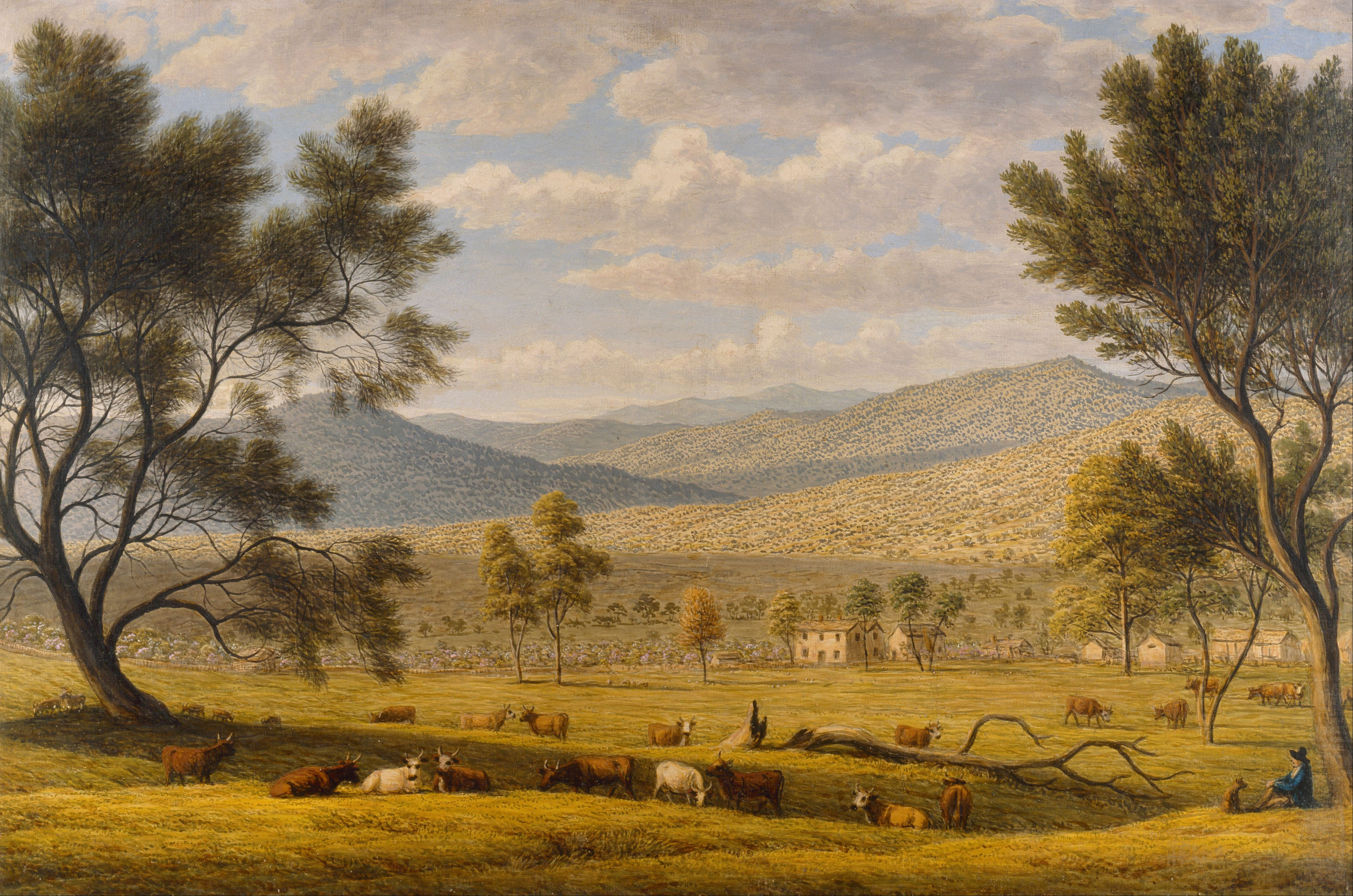
Patterdale farm, etwa 1840. Art Gallery of New South Wales, Sydney.

1829 wandern drei seiner Söhne nach Van-Diemens-Land (dem heutigen Tasmanien) aus und John Glover folgt ihnen 1831 mit seiner Frau und seinem Sohn John Richardson. In Tasmanien kaufte er mehrere Farmen und ließ sich auf einem Anwesen nieder, das er Patterdale nannte, nach einem Dorf in Westmorland, in dem er einst gelebt hatte. Dort malte er und erweiterte das Anwesen mit seiner Familie zu einem landwirtschaftlichen Betrieb, der schließlich mehr als 7000 Morgen umfasste. 1835 schickte er 68 Gemälde, die die Landschaft und die Bräuche von Van-Diemens-Land darstellten, zur Ausstellung nach London. In seinen letzten Lebensjahren widmete er sich hauptsächlich religiöser Literatur und malte nur noch wenig. John Glover starb am 9. Dezember 1849 in Patterdale.

## Werk
Zu Beginn seiner Karriere wurde John Glover von seinem Lehrer William Payne beeinflusst, der ihm die Technik des Arbeitens mit Grautönen und subtilen Lichteffekten beibrachte. Diese Techniken wandte Glover auch in seinen Landschaftsgemälden in Australien an. John Glover ist heute vor allem für seine Gemälde aus Tasmanien bekannt, in denen er die Wirkung des australischen Sonnenlichts auf das einheimische Buschland auf neue Weise verarbeitete, indem er es hell und klar darstellte – eine deutliche Abkehr vom düsteren Paradigma des „englischen Landschaftsgartens“. Neu war auch seine Behandlung der einheimischen Flora, die eine genauere Darstellung der australischen Bäume und Sträucher darstellte. In dem Londoner Ausstellungskatalog von 1835 bemerkte er, „dass die Bäume Tasmaniens, so zahlreich sie auch seien, niemals den Blick auf das dahinter liegende Land versperrten“.

## Ausstellung
- 2003/2004: John Glover and the colonial picturesque. Major exhibition of works by John Glover, at the Tasmanian Museum and Art Gallery, 28. November 2003 bis 1. Februar 2004